# Time (Norvegia)
Time è un comune norvegese della contea di Rogaland.